# Hermann von Mühlenbrock
Hermann von Mühlenbrock Soto (20 de marzo de 1947) es un ingeniero comercial, empresario, dirigente gremial y consultor chileno, fue presidente de la Sociedad de Fomento Fabril (Sofofa) de su país, desde abril de 2013 hasta el 31 de mayo de 2017.
Se formó en el Instituto de Humanidades Luis Campino, en el Liceo de Aplicación y en la Universidad de Chile de la capital, desde donde egresaría en el año 1969 con el título profesional de ingeniero comercial. En esta etapa de su vida tuvo como compañeros de carrera a Raúl Dieguez y Segismundo Schulin-Zeuthen, entre otros futuros altos ejecutivos de empresas.
Se inició profesionalmente como jefe de sistemas de información de la Compañía de Aceros del Pacífico (CAP), firma en la que laboró hasta 1975. Ese mismo año asumió el rol de consultor en Langton Clark y en 1979 se trasladó a la gerencia de administración y finanzas de la proveedora de productos de acero Cintac.
En 1983 dejó la empresa para asumir como gerente general de la siderúrgica AZA, filial de la propia Cintac. Nueve años después, tras la compra de las operaciones de la compañía por parte de la brasileña Gerdau, asumió el mismo puesto en la naciente Gerdau AZA.
A mediados de 1996 fue elegido presidente de la Asociación de Industrias Metalúrgicas y Metalmecánicas (Asimet), responsabilidad que ejerció hasta fines de 2000 y en la que le tocó encarar los negativos efectos derivados de la crisis financiera asiática en la economía del país.
En 2012, después de 29 años, concretó su retiro de la empresa. Tres meses y medio después pasó a liderar Sofofa, entidad que mantenía vacante el puesto de presidente desde el fallecimiento de Andrés Concha, el 24 de marzo de 2013.
 En abril de 2015 consiguió la reelección en el cargo tras superar por amplio margen al empresario Andrés Navarro.
En julio del 2018, tras la venta de la empresa a un grupo de inversionistas chilenos, asumió nuevamente como gerente general de la empresa Aceros AZA.
Casado con Loreto Izquierdo Bergmann, es padre de siete hijos.